# Hartmetallsorten für die Stahlbearbeitung
Hartmetallsorten für die Stahlbearbeitung sind spezielle Sorten von Hartmetallen, die nicht nur aus Wolframcarbid ({\displaystyle \alpha }-Phase) und Kobalt ({\displaystyle \beta }-Phase) bestehen wie die Wolframcarbid-Kobalt-Hartmetalle (WC-Co-Hartmetalle), sondern zusätzlich aus anderen Carbiden, vor allem aus Titancarbid, Tantalcarbid oder Niobcarbid ({\displaystyle \gamma }-Phase). Einheitliche Bezeichnungen gibt es nicht. Es gibt die Kurzbezeichnungen "WC-TiC-Ta-(Nb)-Co-Legierungen" und "WC-(Ti,Ta,Nb)C-Co" Genutzt werden sie fast ausschließlich zur Zerspanung (Drehen, Fräsen, Bohren) von Stahl. Bei anderen Werkstoffen sind andere Hartmetallsorten besser geeignet, diese eignen sich aber meist wenig für die Bearbeitung von Stahl. Hartmetallsorten mit einem Anteil an Gamma-Phase unter 10 bis 11 Massenprozent werden als Übergangssorten für die Bearbeitung von rost-, säure und hitzebeständigen Stählen mit austenitischem Gefüge und für entsprechende Gusswerkstoffe (z. B. Gusseisen mit Kugelgrafit, Temperguss im getemperten Zustand) genutzt. Sorten mit größeren Gehalten werden für übrige Stahlsorten genutzt. In der Normung der Schneidstoffe haben sie das Kürzel HW (Hartmetall, Wolframcarbid-Basis), eine Unterscheidung zu den reinen WC-Co-Sorten erfolgt über die Anwendungsgruppe: Die niedriglegierten der Übergangsgruppe gehören zur Anwendungsgruppe M, hochlegierte zur P-Gruppe.
Die hier beschriebenen Sorten sind nicht die einzigen Hartmetalle, die sich für die Stahlbearbeitung eignen. In Frage kommen auch noch Cermets – wolframcarbidfreie Sorten.

## Zusammensetzung und Gefüge
Sowohl die Zusammensetzung als auch das Gefüge ähneln den gewöhnlichen WC-Co-Hartmetallen. Zusätzlich sind noch Anteile der Gamma-Phase enthalten. Die Hauptmasse machen die verschiedenen Carbide aus. Wolframcarbid liegt in Form von prismatischen Teilchen vor, die übrigen Carbide bilden runde (globulitische) Körner. Zwischen den Karbiden befindet sich die Matrix aus Kobalt, mit gelösten Wolfram und Kohlenstoff.
Bei Anteilen an Titancarbid von über 25 (Massen-) % ist kein Wolframcarbid mehr im Gefüge zu erkennen. Dies liegt daran, dass Wolframcarbid mehr als die dreifache Dichte aufweist als Titancarbid, während im Gefüge der Volumenanteil zu erkennen ist. Für gleiche Massenanteile füllt Titancarbid das dreifache Volumen aus.
Im Wolframcarbid ist kein Titancarbid gelöst, umgekehrt ist jedoch im Titancarbid bis zu 50 Massenprozent Wolframcarbid gelöst. Falls Tantalcarbid enthalten ist, kann es ebenfalls vom Titancarbid gelöst werden, da beide in der gleichen Gittermodifikation erstarren (Kubisch flächenzentriert, im Gegensatz zu den hexagonalen Wolframcarbid und Kobalt). Die gelösten Strukturen werden auch als Mischkristall bezeichnet. Da diese Mikrostruktur bei Hartmetallen erstmals in Deutschland entdeckt wurde, werden als wörtliche Übersetzung im Englischen die Titancarbid-Bestandteile der Hartmetalle als mixed crystalls bezeichnet, während andere Mischkristalle als solid solution (wörtlich: feste Lösung) bezeichnet werden.

## Eigenschaften
Die Stahlsorten der Hartmetalle sind wie alle Hartmetalle sehr hart und druckfest. Reinen WC-Co Sorten sind sie unterlegen, allerdings sind sie chemisch beständiger gegenüber Stahl. Sorten mit hohen Anteilen an Gamma-Phase sind beständiger gegenüber chemischen Reaktionen mit Stahl und ermöglichen höhere Schnittgeschwindigkeiten, reduzieren aber die Festigkeit, weshalb eher Sorten mit geringen Gehalten genutzt werden. Die erreichbaren Schnittgeschwindigkeiten sind etwa dreimal höher als mit den reinen WC-Co-Hartmetallen.
| Wolframcarbid (WC) [%]                      | 60   | 64,5 | 72,7 | 78,5 | 84,5 | 82,5 |
| (Ti, Ta, Nb)C (Gamma-Phase) [%]             | 31,0 | 25,5 | 17,3 | 10,0 | 9,5  | 11,0 |
| Kobalt (Co) [%]                             | 9,0  | 10,0 | 10,0 | 11,5 | 6,0  | 6,5  |
| Dichte [g/cm3]                              | 10,6 | 11,7 | 12,6 | 13,0 | 13,3 |      |
| Vickershärte [-]                            | 1560 | 1500 | 1490 | 1380 | 1700 | 1550 |
| Druckfestigkeit [N/mm²]                     | 4500 | 5200 | 4600 | 4450 | 5950 | 5500 |
| Biegefestigkeit [N/mm²]                     | 1700 | 2000 | 2200 | 2250 | 1750 | 1900 |
| E-Modul [1000 N/mm²]                        | 520  | 500  | 550  | 560  | 580  | 570  |
| Bruchzähigkeit [N m1/2/mm²]                 | 8,1  | 9,5  | 10,0 | 10,9 | 9,0  | 10,5 |
| Poissonzahl [-]                             | 0,22 | 0,23 | 0,22 | 0,23 | 0,22 | 0,22 |
| Wärmeleitfähigkeit [W/(mK)]                 | 25   | 20   | 45   | 60   | 83   | 90   |
| Wärmeausdehnungskoeffizient [1/1.000.000 K] | 7,2  | 7,9  | 6,7  | 6,4  | 6,0  | 6,0  |